# Bürohaus Kohlhökerstraße 29

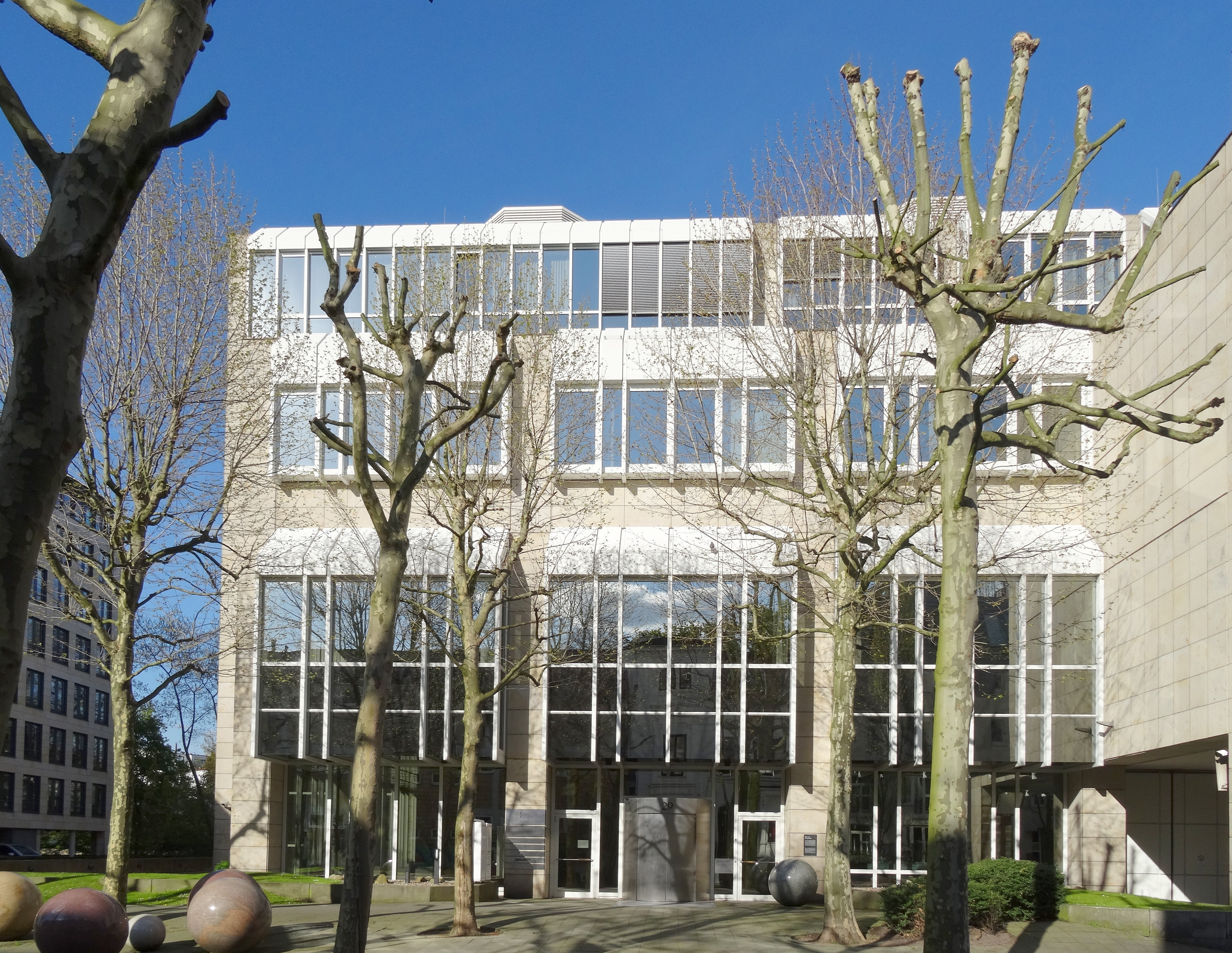
Eingangsbereich

Das Bürohaus Kohlhökerstraße 29 in Bremen steht zentral aber ruhig östlich des Präsident-Kennedy-Platzes in Bremen-Mitte, kaum zweihundert Meter außerhalb der Bremer Altstadt. Das Gebäude gehört zu den bedeutenden Bremer Bauwerken.

## Geschichte

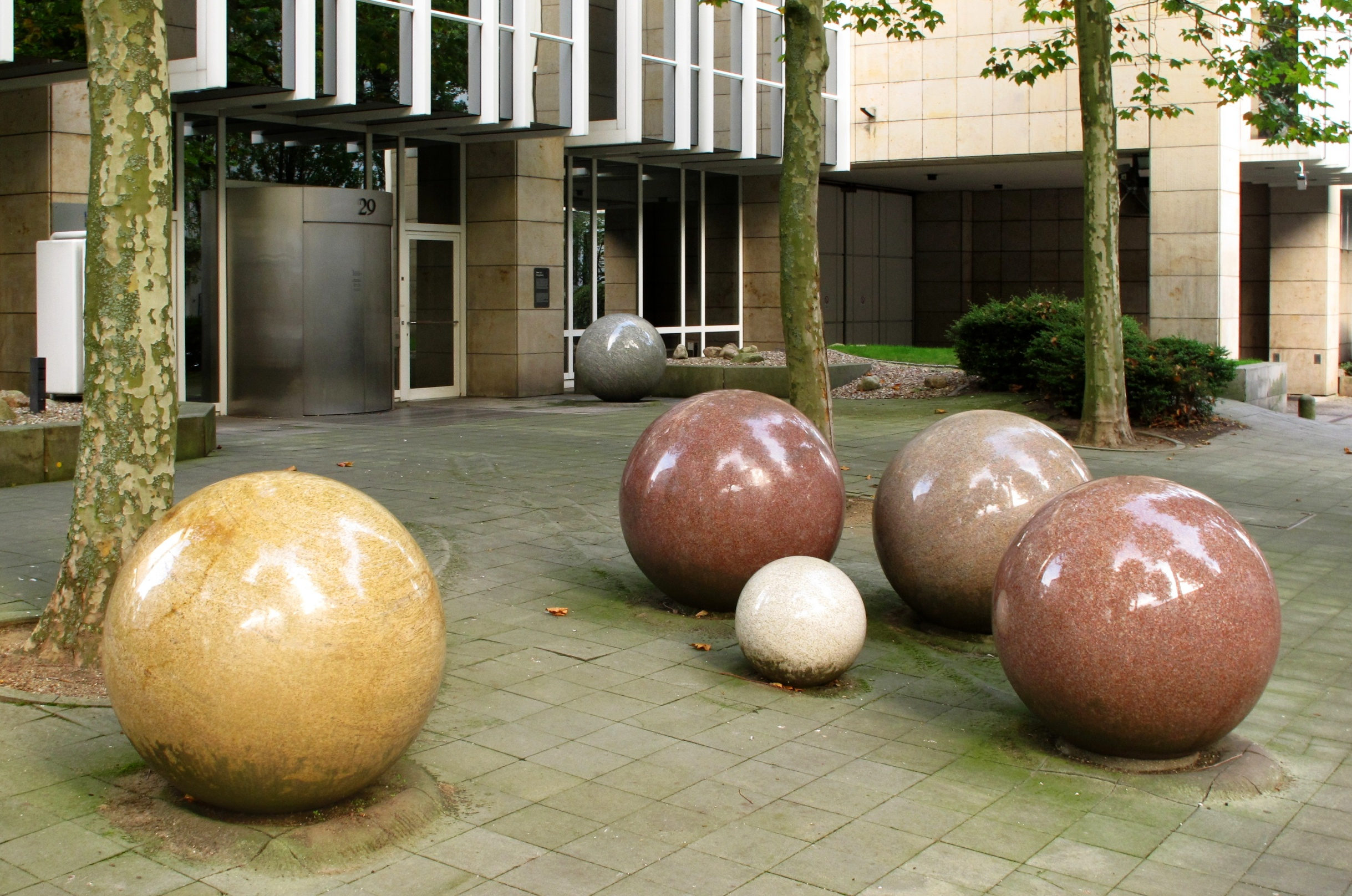
Boule-Kugeln von Bernd Uiberall vor dem Eingang

Für den Neubau der Landeszentralbank in Bremen fand 1972 ein Wettbewerb statt. Als der Bau Ende der 1970er Jahre realisiert werden sollte, musste er den geänderten Bedingungen angepasst werden. In zentraler, städtischer Lage entstand für die Bank von 1980 bis 1983 nach Plänen der Architekten Hans-Joachim Pysall, Peter Stahrenberg und Partner (Braunschweig) ein drei- bis fünfgeschossiges Bürohaus in direkter Nachbarschaft zum ehemaligen Amerikanischen Generalkonsulat von 1954. Architektonisch ist das moderne, klar gegliederte Gebäude mit einer Fassade aus hellem Sandstein und Glas ein Kontrast zu seinen Nachbarhäusern in der Straße aus der Zeit um 1960/70 und 1900. Der Eingang erfolgt über einen Vorplatz von der Kohlhökerstraße. Dieser Platz wurde nach Plänen von Charly Schreckenberg (Bremen) gestaltet. Vom Bildhauer Bernd Uiberall stammen die überdimensionaler Boule-Kugeln aus Granit mit Laufspuren aus Sandstein von 1983.
Der architekturführer bremen schreibt dazu: „Die Modifikation [des neuen Entwurfs] ist hervorragend gelungen… Auch die helle Sandsteinverkleidung passt sich dem Straßenbild an, ebenso die die Fassade gliedernden Erker, die in etwa der Parzellenstruktur der umgebenden Bremer Häuser entsprechen.“
Die Landeszentralbank und das Gebäude wurden 2002 von der Deutschen Bundesbank als Filiale Bremen übernommen. Zu den Mietern gehörte der Rechnungshof der Freien Hansestadt Bremen. Mit Ablauf des 30. September 2015 wurde die Filiale geschlossen. Eine Zwischennutzung erfolgt durch die Polizei Bremen, die dort Übungen durchführt.

## Abriss und Neubau
Das Gebäude soll 2019 oder 2020 abgerissen werden. Der Immobilienentwickler Evoreal plant, dort bis zum Jahr 2023 ca. 150 bis 200 Wohnungen mit bis zu 14 Geschossen zu errichten.